# Unión Liberal de Buenos Aires
La Unión Liberal de Buenos Aires es un partido político distrital ubicado la provincia de Buenos Aires, Argentina de tendencia liberal conservadora.

## Historia
El partido nació el 10 de diciembre de 1998, como un partido provincial de Unión del Centro Democrático en la provincia de Buenos Aires. Cuando la UCEDE nacional apoyaba al Menemismo desde las elecciones de 1995, la UCeDé bonaerense dio apoyo a la candidatura de Carlos Ruckauf en las elecciones para gobernador de la provincia de Buenos Aires de 1999, saliendo victorioso con un 48,34%. Luego, en las elecciones provinciales de Buenos Aires de 2003, no dio apoyo a ningún candidato ni se postuló para la candidatura a gobernador de dicha provincia. En 2007, el partido distrital decidió apoyar a Alieto Guadagni (justicialista federal perteneciente al PJ del Frente Justicia, Unión y Libertad), pero el frente obtuvo un 2,47%. Más tarde (en 2011), la UCEDE BS. AS. no se presentó en las elecciones provinciales, pero en las de 2015 dio apoyo a María Eugenia Vidal  (PRO - Cambiemos), obteniendo así un 39,82%. De allí, la UCD distrital siguió dando apoyo a Vidal, pero la lista del oficialismo bonaerense perdió en las elecciones provinciales de Buenos Aires de 2019 ante la oposición kirchnerista de Kicillof, ganándole con un contundente resultado de un 52,40%.
Después, la UCD distrital dejó JxC y se alineó con la alianza bonaerense liberal-libertaria Avanza Libertad para las elecciones legislativas de Argentina de 2021. En esas elecciones, la alianza obtuvo un 7,50% de votos (logrando ganar el tercer puesto). El frente obtuvo 2 de 92 diputados, pero no logra ganar ni un escaño en la cámara de senadores bonaerenses. Además, la UCEDÉ de Buenos Aires era el partido con más listas de candidatos para las cámaras de diputados y senadores dentro de la coalición, pero no obtuvo ningún escaño. 

## Resultados Electorales
Elecciones para Gobernador
|  | 0.37 % |

|  | 4,83 % |

|  | 7,23 % |

|  | 0,39 % |

• Federico Clerici era diputado nacional desde 1985 (1985-1993) en el momento que fue gobernador en 1987.
•Alberto Albamonte era diputado nacional desde 1987 (1987-1995) en el momento que fue candidato a gobernador y su candidato a vicegobernador Lisandro Seja era diputado provincial desde 1989 (1989-1993).
• Gerardo Zschocke fue presidente de la UCeDe en Capital Federal 1983-1990 y de la UCeDe en el país desde 1991 (1991-2001) en el momento que fue candidato a gobernador.